# 北方邊疆區
北方邊疆區 （俄语：Северный край）是蘇聯俄羅斯蘇維埃聯邦社會主義共和國的一個邊疆區。包括今日阿爾漢格爾斯克州、科米共和國和沃洛格達州。首府阿爾漢格爾斯克。

## 歷史
北方邊疆區于1929年1月14日由全俄罗斯中央执行委员会建立。邊疆區的領土由三個舊省（阿爾漢格爾斯克省、沃洛格達省和北德維納省）和科米－濟良自治州組成。1936年12月5日分為科米自治共和國和北方區。